# Икал-чу
Икал-чу — небольшой башенный поселок XIV—XVII вв. располагается на территории Чеченской Республики в Галанчожском районе, в западной части Малхистинского ущелья, на левом береге реки Мешехи.
В бывшем селении сохранилась боевая башня и две полубоевых, посредством оборонительной стены связывающая в цельный неприступный башенный комплекс. Боевая башня имеет прямоугольное основание, на уровне в пять этажей и пирамидальную кровлю. Полубоевые башни трех и четырёхэтажные, находятся в полуразрушенном виде. неподалёку располагается полуразрушенный некрополь, состоящий из трех наземных склепов, ранее имеющих двухскатную сланцевую кровлю.
В 1968 году археологом Умаровым были проведены исследовательские работы в Икал-чу. По его данным Икал-чу состоит из двух отдельных замков, принадлежавших Карсамовым и Султановым.